# Belèstica
Belèstica (en grec antic: Βελεστίχη o Βιλιστίχη) o Bilistique va ser una cortesana (hetera) d'època hel·lenística i d'origen incert.
Segons Pausànias era d'origen macedoni, Ateneu de Nàucratis diu que era d'Argos, d'una antiga casa reial grega i Plutarc la fa una esclava estrangera comprada al mercat. Va guanyar a les curses de cavalls als Jocs Olímpics de l'any 264 aC i més endavant es va convertir en amant de Ptolemeu II Filadelf amb el qual va tenir un fill, Ptolemeu de Jònia, i després va ser divinitzada amb el nom d'Afrodita Bilistica. Segons Climent d'Alexandria va ser enterrada sota el santuari de Serapis a Alexandria.